# Maramao perché sei morto?
Maramao perché sei morto? è un brano musicale composto nel 1939 da Mario Consiglio (musica) e da Mario Panzeri (testo e musica) e che riprende un antico canto popolare abruzzese dell'alta valle del Vomano raccolto e pubblicato nel 1928 (senza musica) da Estella Canziani nel libro Attraverso gli Appennini e le terre degli Abruzzi. Il brano fu pubblicato da Edizioni Melodi.
La prima versione fu ad opera di Maria Jottini con il Trio Lescano (Fratelli Fabbri Editori, Cal 11), inserita nella compilation del 1977 Le canzoni dell'EIAR (Compagnia Generale del Disco, RB 117).
Il brano, sin dalle origini, ironizzava sulla morte dei potenti e, per questa ragione, è stato talvolta oggetto di censura.

## Storia

### Origini
Le origini del ritornello del brano sono alquanto antiche.
Un ritornello molto simile a quello di Maramao perché sei morto è infatti citato in Er canto provìbbito di Giuseppe Gioacchino Belli.
Nella notte del 10 febbraio 1831, fu arrestato un disabile che per le vie di Roma cantava "Maramao perché sei morto? Pan e vin non ti mancava, l'insalata sta all'orto…", in quanto si pensò che ironizzasse sulla recente scomparsa del Papa Pio VIII.
Un testo simile si ritrova inoltre come dedica al brigante Ninco Nanco (al secolo Giuseppe Nicola Summa), giustiziato sommariamente il 13 marzo 1864 a Lagopesole, in Provincia di Potenza, e che sembrò ricordarlo con affetto. In questa dedica in dialetto aviglianese si dice infatti:
Si è supposto, tra le altre ipotesi, che si tratti di una filastrocca derivata dalla canzone popolare abruzzese Mara maje oppure di una canzone popolare legata alla festa del Carnevale.
Si è pensato inoltre ad un riferimento a Fabrizio Maramaldo, soldato di ventura napoletano, che nel 1530, nel corso dell'assedio di Firenze, uccise il capitano fiorentino inerme Francesco Ferrucci.
In ogni caso, si trattava di una filastrocca spesso intonata in segno di scherno verso i potenti.

### Il brano di Consiglio e Panzeri

#### La censura
Il brano fu colpito dalla censura da parte del regime fascista, secondo la quale (e probabilmente era così) il testo ironizzava sulla morte (avvenuta il 26 giugno 1939, lo stesso anno della canzone) del presidente della Camera dei Fasci e delle Corporazioni Costanzo Ciano, padre di Galeazzo Ciano e consuocero di Benito Mussolini. La censura fece seguito alla scritta "Maramao perché sei morto" comparsa a Livorno sul monumento dedicato alla memoria di Ciano.
Mario Panzeri si difese, affermando che il brano non aveva alcun riferimento ironico alla morte di Ciano, in quanto era stato scritto precedentemente al fatto.

## Testo e musica

### Testo
(Maramao perché sei morto (1939))
Il testo parla di alcune gattine disperate per la morte di Maramao, un gatto di cui erano innamorate, e si chiedono come possa essere accaduta una cosa simile a un personaggio che aveva tutto ciò che gli serviva per una vita agiata (pane e vino, una casa e un giardino con l'insalata).

### Musica
La melodia del brano è a ritmo di foxtrot.

## Versioni
Oltre che da Maria Jottini con il Trio Lescano, il brano è stato inciso o interpretato anche dai seguenti cantanti e gruppi (in ordine alfabetico):
- Nicola Arigliano
- Silvana Fioresi
- The Flippers
- Loredana
- I Macedonia
- Maeva e I Blue Gardenia
- Maria Teresa con il Coro dei "Sanremini" (45 giri del 1971[6])
- Renzo Mori & Crivel
- Orchestra Maniscalchi
- Quartetto Carlo Loffredo
- Quartetto Cetra
- Rita Pavone (1968 nei 45 giri Maramao perché sei morto/Citty Citty Bang Bang, pubblicato in Italia[7] e Spagna, e Citty Citty Bang Bang/Maramao perché sei morto, uscito in Jugoslavia[8]) per l'album Viaggio a Ritaland.
- Beppe Starnazza e i Vortici (1981)
- Trio Darling
- Claudio Villa (1972)
- Sorelle Marinetti (2018)